# Raja ostronosa
Raja ostronosa (Dipturus oxyrinchus) – gatunek ryby chrzęstnoszkieletowe z rodziny rajowatych (Rajidae).

## Występowanie
Północny Atlantyk od Norwegii do Maroka, Morze Śródziemne.
Występuje na głębokościach od 50 do 915 m, nad dnem piaszczystym,  mulistym. Młode osobniki na głębokości do 100 m.

## Cechy morfologiczne
Osiąga maksymalnie do 1,6 m. Ciało spłaszczone grzbietobrzusznie o kształcie szerokiej rombowatej tarczy, na przedniej krawędzi silnie wycięta. Płetwy piersiowe ostro zakończone. Pysk bardzo długi o wielkości 1/3 szerokości głowy. Na stronie grzbietowej kolce na pysku i krawędzi płetw piersiowych. Samce na trzonie ogonowym mają trzy rzędy kolców, a samice dwa.  Uzębienie składa się z 38–50 zębów w każdej szczęce, środkowe zęby zaostrzone, boczne zaokrąglone. Dwie małe płetwy grzbietowe osadzone obok siebie na końcu długiego, wąskiego trzonu ogonowego. 
Strona grzbietowa łupkowoszara, szarobrązowa do czarnobrązowej, u młodych osobników występują małe białe i czarne punkty, które z wiekiem znikają. Strona brzuszna biaława, szara lub brązowawa z małymi czarnymi plamkami i prążkami.

## Odżywianie
Żywi się małymi zwierzętami żyjącymi na przy dnie.

## Rozród
Ryba jajorodna. Dojrzałość płciową osiąga przy długości ok. 1,2 m